# Joaquín Navarro Jiménez
Joaquín "Ximo" Navarro Jiménez (Guadahortuna, província de Granada, 23 de gener de 1990) és un futbolista professional mallorquí que juga com a lateral dret, actualment al Deportivo de La Coruña.

## Trajectòria
Navarro va jugar el club filial del Mallorca el 2009. Va fer el seu debut amb l'equip reserva a Segona divisió B. L'estiu del 2011 Navarro va ser cedit al Recreativo de Huelva, a Segona divisió. Va fer el seu debut oficial pels andalusos el 27 d'agost, en una derrota 0-1 fora de casa contra el Deportivo de La Corunya. El gener de 2012, també com a cedit, va signar pel Córdoba CF de la mateixa categoria.
Navarro va retornar al Mallorca per la temporada 2012–13. Va debutar a La Liga el 18 d'agost de 2012, jugant com a titular en una victòria per 2–1 a casa contra el RCD Espanyol, i va participar en 16 partits de lliga, però l'equip va acabar descendint.
Navarro fou titular indiscutible la temporada següent amb els mallorquinistes, que van evitar per poc un altre descens. El 12 de juny de 2014 va tornar a primera, fitxant per la UD Almería per tres anys.
El 17 de juny de 2017, Navarro va signar per tres anys amb la UD Las Palmas com a agent lliure.
El 6 de juliol de 2018, el futolista mallorquí va signar amb el Deportivo Alavés per tres temporades, finalitzant així la seva breu etapa a l'equip de la UD Las Palmas. Després de 104 partits a l'Estadi Mendizorrotza, Navarro va marxar el juny de 2022 després que el seu contracte expirés. El 14 de setembre, va fitxar amb el club neerlandès Fortuna Sittard, entrenat pel seu compatriota Julio Velázquez. Va debutar a l'Eredivisie el 2 d'octubre, jugant tot el partit en una victòria per 2-0 contra l'FC Volendam.
L'1 d'agost de 2023, Navarro es va incorporar al Deportivo La Corunya.